# فرودگاه روستوف-نا-دونو
فرودگاه روستوف‌ان‌دون (به انگلیسی: Rostov-on-Don Airport) (یاتا: ROV، ایکائو: URRR) یک فرودگاه مسافربری بین‌المللی است که یک باند فرود از جنس بتن دارد و طول باند آن ۲۵۰۰ متر است. این فرودگاه در شهر روستوف-نا-دونو کشور روسیه قرار دارد و در ارتفاع ۷۹ متری از سطح دریا واقع شده‌است.

## شرکت‌های مسافربری و مقصدهای پروازی

### مسافربری
| شرکت‌های هواپیمایی                 | مقصدهای پروازی |
| --------------------------------- | --- |
| اژین ایرلاینز                     | کرایه‌ای فصلی: فرودگاه بین‌المللی هراکلین، فرودگاه بین‌المللی سالونیک |
| آئروفلوت                          | فرودگاه بین‌المللی شرمتیوو |
| آئروفلوت                          | فرودگاه بین‌المللی آتاترک (آغاز دوباره از ۲۸ مارس ۲۰۱۶), فرودگاه خجند، فرودگاه بین‌المللی دوموده‌دوو، فرودگاه پالکوو، فرودگاه بین‌المللی سیمفروپول، فرودگاه بین‌المللی تاشکند (پایان در ۲۷ مارس ۲۰۱۶), فرودگاه بین‌المللی بن گوریون، فرودگاه کولتسوو، فرودگاه بین‌المللی زوارتنوتس (پایان در ۲۷ مارس ۲۰۱۶) |
| Aeroflot اجرا توسط روسیه ایرلاینز | فرودگاه پالکوو |
| Alrosa Mirny Air Enterprise       | فصلی: فرودگاه تولمچوا |
| شرکت هواپیمایی آرمنیا             | فرودگاه بین‌المللی زوارتنوتس (آغاز از ۱ ژوئن ۲۰۱۶) |
| هواپیمایی آذربایجان               | فصلی: فرودگاه بین‌المللی حیدر علی‌اف |
| Azur Air                          | کرایه‌ای فصلی: فرودگاه بین‌المللی سووارنابومی، فرودگاه بین‌المللی هراکلین، فرودگاه بین‌المللی پوکت |
| چک ایرلاینز                       | فرودگاه پراگ رازیون |
| الین‌ایر                           | فرودگاه بین‌المللی سالونیک فصلی: فرودگاه بین‌المللی کورفو (آغاز از ۲ ژوئن ۲۰۱۶) |
| فلای‌دبی                           | فرودگاه بین‌المللی دوبی |
| Gazpromavia                       | فرودگاه بین‌المللی ونوکووا |
| Nordavia                          | فصلی: فرودگاه استریگینو |
| نورداستار                         | فرودگاه بین‌المللی دوموده‌دوو، فرودگاه الیکل، فرودگاه بین‌المللی کورومچ فرودگاه کولتسوو فصلی: فرودگاه بین‌المللی زوارتنوتس |
| نوردویند ایرلاینز                 | کرایه‌ای: فرودگاه بین‌المللی سووارنابومی، فرودگاه اوودا، فرودگاه بین‌المللی کام رانح، فرودگاه بین‌المللی پوکت |
| اورن‌ایر                           | کرایه‌ای: فرودگاه دابولیم |
| Pobeda                            | فرودگاه بین‌المللی ونوکووا |
| Red Wings                         | فرودگاه بین‌المللی دوموده‌دوو |
| RusLine                           | فرودگاه بین‌المللی قازان، فرودگاه بین‌المللی رسچینو، فرودگاه بین‌المللی کورومچ، فرودگاه بین‌المللی سوچی، فرودگاه کولتسوو |
| اس۷ ایرلاینز                      | فرودگاه بین‌المللی دوموده‌دوو |
| اسکات ایرلاینز                    | فرودگاه آقتائو |
| تونس ایر                          | فرودگاه بین‌المللی النفیضه حمامات |
| ترکیش ایرلاینز                    | فرودگاه بین‌المللی آتاترک |
| یوتی‌ایر اوییشن                    | فرودگاه بین‌المللی ونوکووا |
| اورال ایرلاینز                    | فرودگاه بین‌المللی دوموده‌دوو |
| ازبکستان ایرویز                   | فرودگاه بین‌المللی تاشکند |
| یاکوتیا ایرلاینز                  | کرایه‌ای: فرودگاه ورونا |
| یامال ایرلاینز                    | فرودگاه بین‌المللی رسچینو |

## حوادث

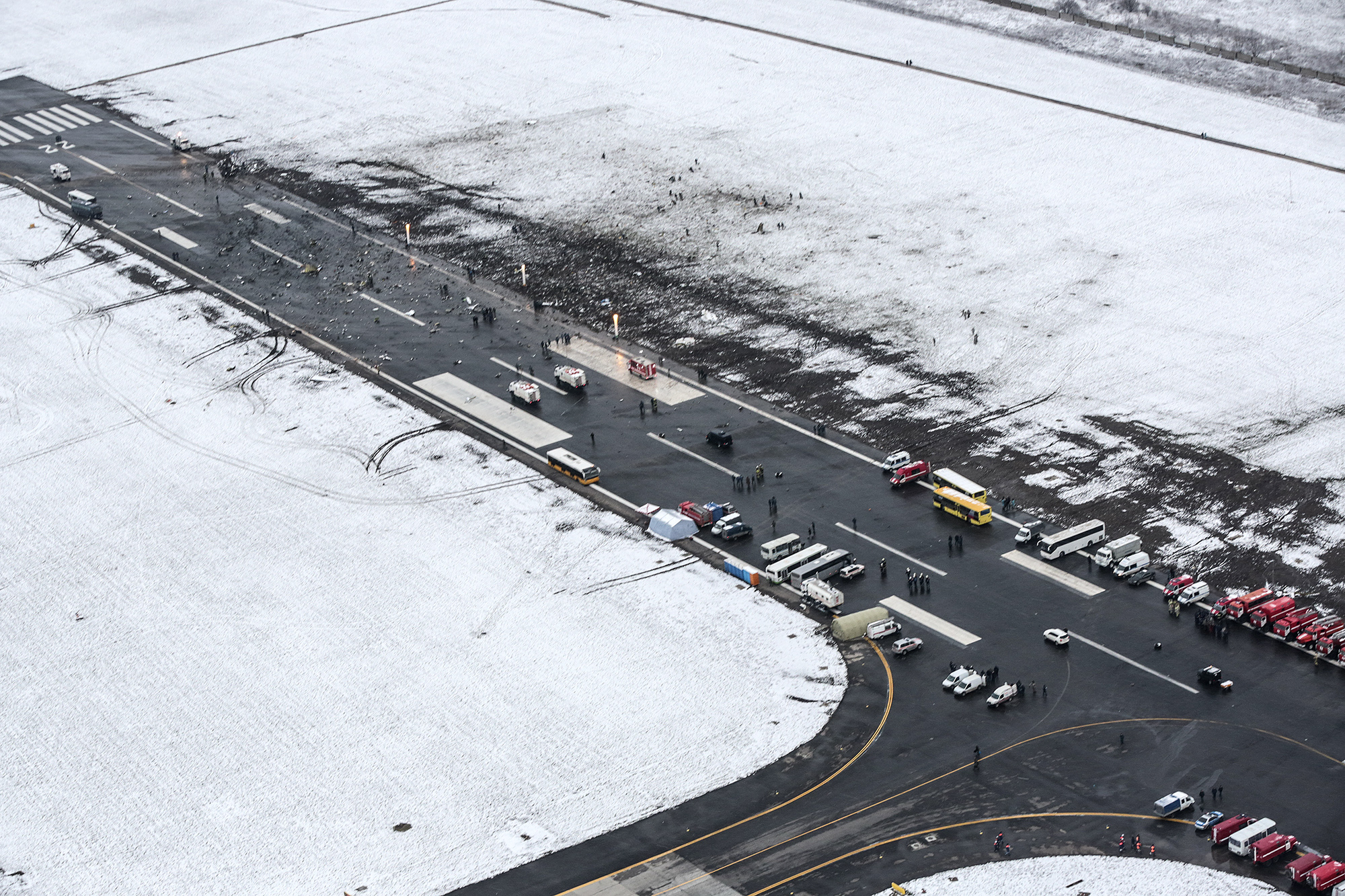
نمای هوایی از محل سقوط پرواز ۹۸۱ فلای دبی(روستوف-نا-دونو، روسیه)

یک فروند هواپیمای مسافربری بوئینگ ۷۳۷ فلای‌دبی در حالی که در فرودگاه روستوف-نا-دونو جنوب روسیه فرود می‌آمد، سقوط کرد. مرکز فوریت‌های منطقه‌ای جنوب روسیه روز ۲۹ اسفند ۱۳۹۴ اعلام کرد که پرواز ۹۸۱ فلای‌دبی با ۶۲ مسافر از دبی عازم روستوف-نا-دونو بود که چنین حادثه‌ای به وقوع پیوست. هواپیمای مذکور حامل ۵۵ مسافر و ۷ خدمهٔ پرواز بوده‌است که همهٔ سرنشنیان این هواپیما کشته‌شدند.

## شرکت‌های هواپیمایی و مقصدهای پروازی
| شرکت‌های هواپیمایی                 | مقصدهای پروازی                                                                                     |
| --------------------------------- | -------------------------------------------------------------------------------------------------- |
| ایجین ایرلاینز                    | چارتر فصلی: سالونیک                                                                                |
| آئروفلوت                          | شرمتیوو                                                                                            |
| Aeroflot اجرا توسط روسیه ایرلاینز | ونوکووا، سیمفروپول، پالکوو، بن گوریون                                                              |
| Alrosa Mirny Air Enterprise       | فصلی: میرنی، تولمچوا                                                                               |
| Azur Air                          | چارتر فصلی: آنتالیا، سووارنابومی، دابولیم، یو-تاپائو، پوکت                                         |
| چک ایرلاینز                       | پراگ رازیون                                                                                        |
| الین‌ایر                           | فصلی: کورفو، سالونیک                                                                               |
| فلای‌دبی                           | دوبی                                                                                               |
| نورداستار                         | الیکل، کولتسوو                                                                                     |
| نوردویند ایرلاینز                 | شرمتیوو چارتر فصلی: النفیضه حمامات                                                                 |
| پابیدا                            | حیدر علی‌اف, ونوکووا، پالکوو، تفلیس                                                                 |
| رویال فلایت                       | چارتر فصلی: آنتالیا، دوبی، دابولیم، رود                                                            |
| اس۷ ایرلاینز                      | دوموده‌دوو                                                                                          |
| Taron Avia                        | شیراک                                                                                              |
| ترکیش ایرلاینز                    | آتاترک                                                                                             |
| یوتی‌ایر اوییشن                    | اویتاش، ونوکووا، سوچی فصلی: سورگوت                                                                 |
| اورال ایرلاینز                    | خجند، دوموده‌دوو، پالکوو، زوارتنوتس فصلی: فدریکو فلینی، سیمفروپول چارتر فصلی: آنتالیا، میلاس-بودروم |
| ازبکستان ایرویز                   | تاشکند                                                                                             |